# Burg Nedderby
Die Burg Nedderby ist eine abgegangene Niederungsburg bei Husby-Gremmerup im Kreis Schleswig-Flensburg, des Landes Schleswig-Holstein.

## Hintergrund
Wann die Burg erstmals erwähnt wurde, ist unklar. Auf einer Karte von Angeln des Kartografen H. Piepgras aus Gelting aus der Mitte des 19. Jahrhunderts war der Burgplatz südlich von Gremmerup nahe dem Ortsteil „Nedderby“ schon eingezeichnet.
Der Heimatforscher Jakob Röschmann lokalisierte die Burg Nedderby um 1960 und umschrieb die Lage der Burg (Lage) mit folgenden Worten: „Der Ortsteil ‚Nedderby‘ wird ost-westwärts von einem kleinen Bach in Richtung auf die Wiesenniederung nördlich von Wattschaukrug durchflossen. In dem Winkel zwischen dem Bach und der Kartenreihe westlich der Straße Husby-Gremmerup ist hart nördlich des Baches eine erhöhte Ackerfläche zu erkennen, die sich sowohl nach Süden zum Bach, als auch nach der Niederung im Westen ziemlich scharfkantig absetzt. Von der Bachseite biegt der etwa 0,50–0,80 Meter hohe Absatz fast rechtwinklig nach Norden ab und zieht dann bogenförmig wohl gut erkennbar, aber verwaschen, nordostwärts auf die Straße zu. Von der bogenförmigen Kante ist eine stark verwaschene, grabenartige Vertiefung mit teils dunkler Verfärbung gut zu erkennen.“ Der beschriebene Burgplatz besaß eine Länge von Ost nach West von ungefähr 100 Metern. In die Breite nahm der Burgplatz 50 Meter in Beschlag. Auf Grund des nahgelegenen Baches könnte es sich bei der Burg um eine Wasserburg gehandelt haben. Nach der in dem Gebiet später durchgeführten Flurbereinigung ist heute in dem Gebiet augenscheinlich wohl nichts mehr von der ehemals erhaltenen „Erhöhung im Acker von 50 × 100 Metern“ wie auch kein sonstiger Überrest der Burganlage zu erkennen.